# برايان وليامز (لاعب كرة قدم أمريكية أمريكي)
برايان وليامز (بالإنجليزية: Brian Williams)‏ هو لاعب كرة قدم أمريكية أمريكي، ولد في 2 يوليو 1979 في هاي بوينت في الولايات المتحدة.

## وصلات خارجية
- برايان وليامز على موقع مرجع كرة القدم المحترفة.كوم (الإنجليزية)